# Distretto di Aija
Il distretto di Aija è un distretto del Perù nella provincia di Aija (regione di Ancash) con 2.036 abitanti al censimento 2007 dei quali 1.064 urbani e 972 rurali.
È stato istituito fin dall'indipendenza del Perù.